# Uppony
Uppony là một thị trấn thuộc hạt Borsod-Abaúj-Zemplén, Hungary. Thị trấn này có diện tích 12,81 km², dân số năm 2010 là 318 người, mật độ 25 người/km².